# アブー・ムーサー島

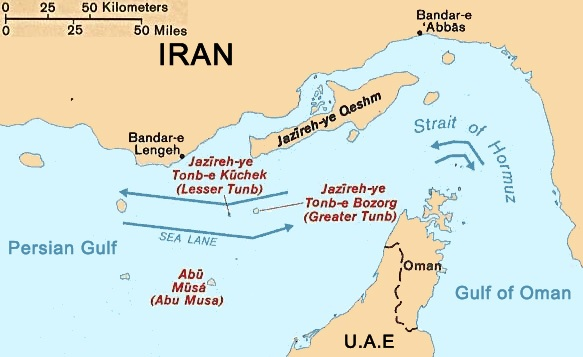
位置

アブー・ムーサー島（アブー・ムーサーとう、ペルシア語: ابوموسی、アラビア語: أبو موسى）は、ペルシャ湾東部に浮かぶ島。面積12平方キロメートル。ホルムズ海峡入り口付近にある、6個の島からなる諸島の一部。イランのホルモズガーン州に属するが、アラブ首長国連邦も領有権を主張している。
島は古代からイランの一部であったが、20世紀初頭になるとイギリスが支配した。イギリスは、後のアラブ首長国連邦領の島々と一緒にアブー・ムーサー島を統治した。
1960年代後半、イギリスは統治権を現在のアラブ首長国連邦の首長国の一つであるシャールジャに渡した。1968年、イギリスが1971年末までにスエズ以東の支配放棄を宣言すると、アラブ首長国連邦の独立の2日前の1971年11月30日にイラン帝国がアブー・ムーサー島を併合した。同年、シャールジャとイランは、「島の主権はアラブ首長国連邦にあるが、イラン軍の島への駐留を認める」ことに合意した。なお、同じくイラン軍に占領された大・小トンブ島について、ラアス・アル＝ハイマはイランとの合意を拒否した。
1980年、アラブ首長国連邦は領有権の主張を国連へ訴えた。1992年、イランは島の支配を強め、アラブ首長国連邦が援助している学校、病院、発電所で働く外国人労働者を追放した。